# Aqua regia
Aqua regia (din latină "apă regală") este un amestec acid coroziv de culoare roșie sau galbenă, format din acid azotic concentrat (HNO3) și acid clorhidric concentrat (HCl), într-un raport volumic 1:3.
Este unul dintre puținii reactivi care dizolvă aurul și platina. Este numită "apă regală" deoarece poate dizolva așa-numitele metale "nobile", cu toate că tantalul, iridiul și alte metale se opun și ele dizolvării.
Aplicații
Aqua regia este utilizat, în primul rând, pentru a produce acidul clorurauric, electrolitul în procesul Wohlwill pentru rafinarea aurului de cea mai înaltă calitate (99,999%).
Aqua regia este, de asemenea, utilizata în gravarea și în proceduri analitice specifice. Este, de asemenea, folosita în unele laboratoare pentru curățarea articolelor de sticlă cu compuși organici și particule de metal. Această metodă este preferată față de cea mai tradițională baie de acid cromic pentru curățarea tuburilor RMN, deoarece nu pot rămâne urme de crom paramagnetic pentru a strica spectrele. În timp ce băile de acid cromic sunt descurajate din cauza toxicității ridicate a cromului și a potențialului de explozie, regia aqua este ea însăși foarte corozivă și a fost implicată în mai multe explozii din cauza unei manipulări greșite.
Datorită reacției dintre componentele sale care duc la descompunerea sa, aqua regia își pierde rapid eficacitatea (totuși, rămâne un acid puternic), deci componentele sale sunt de obicei amestecate doar înainte de utilizare.
În timp ce reglementările locale pot varia, aqua regia poate fi aruncată prin neutralizare atentă, înainte de a fi turnată în chiuvetă. Dacă există contaminare cu metale dizolvate, soluția neutralizată trebuie colectată pentru eliminare. 
Chimie
Dizolvarea aurului
Aqua regia dizolvă aurul, deși nici acidul constitutiv nu o va face singur, deoarece, în combinație, fiecare acid îndeplinește o sarcină diferită. Acidul azotic este un oxidant puternic, care va dizolva de fapt o cantitate practică de aur nedetectabil, formând ioni de aur (Au3 +). Acidul clorhidric asigură o alimentare directă cu ioni de clor (Cl-), care reacționează cu ionii de aur pentru a produce anioni tetraclorurați (III), de asemenea, în soluție. Reacția cu acid clorhidric este o reacție de echilibru care favorizează formarea anionilor clorurați (AuCl4-). Acest lucru duce la eliminarea ionilor de aur din soluție și permite o oxidare ulterioară a aurului. Aurul se dizolvă pentru a deveni acid clorurauric. În plus, aurul poate fi dizolvat de clorul liber prezent în aqua regia. Ecuațiile corespunzătoare sunt:
Au + 3 HNO3 + 4 HCl  [AuCl4]− + 3 [NO2] + [H3O]+ + 2 H2O   sau
Au + HNO3 + 4 HCl  [AuCl4]− + [NO] + [H3O]+ + H2O
Dacă soluția aqua regia conține numai aur, acidul tetraclorurauric solid poate fi preparat prin fierberea excesului de acvariu și eliminarea acidului azotic rezidual prin încălzirea repetată cu acid clorhidric. Această etapă reduce acidul azotic (vezi descompunerea de aqua regia). Dacă se dorește aurul elementar, acesta poate fi redus selectiv cu dioxid de sulf, hidrazină, acid oxalic etc. 
Istorie
Aqua regia a fost pregătită, pentru prima dată, de un alchimist persano-arab, Jabir Ibn Al-Hayyan, în secolul al VIII-lea d.Hr., prin dizolvarea clorurii de amoniu în acid azotic. Mai târziu, a apărut într-o lucrare de Pseudo-Geber din secolul al XIV-lea. Cea de-a treia dintre cheile lui Basile Valentin arată un dragon în prim-plan și o vulpe care mănâncă un cocoș în fundal. Cocoșul simbolizează aurul (de la asocierea cu răsăritul soarelui și asocierea soarelui cu aurul), iar vulpea reprezintă acvariul. Descompunerea repetitivă, încălzirea și redizolvarea (cocoșul care mănâncă vulpea care mănâncă cocoșul) conduce la acumularea de gaz clor în balon. Aurul apoi cristalizează sub formă de clorură de aur (III), ale cărui cristale roșii erau cunoscute ca sângele dragonului. Reacția nu a fost raportată în literatura chimică modernă decât în 1890. 
Când Germania a invadat Danemarca în cel de-Al doilea război mondial, chimistul maghiar George de Hevesy a dizolvat medaliile premiilor Nobel acordate fizicienilor germani Max von Laue (1914) și James Franck (1925) în aqua regia, pentru a preveni confiscarea lor de către naziști. Aceasta deoarece guvernul german le-a interzis cetățenilor germani să accepte sau să păstreze vreun premiu Nobel după ce activistul de pace, închis, Carl von Ossietzky, primise premiul Nobel pentru pace în 1935. De Hevesy a plasat soluția rezultată pe un raft în laboratorul său, la Institutul "Niels Bohr". Ulterior, a fost ignorat de naziștii care au crezut că borcanul e unul obișnuit – probabil unul de sutele de substanțele chimice obișnuite conținute în rafturi. După război, de Hevesy s-a întors să găsească soluția necontrolată și a precipitat aurul din acid. Aurul a fost returnat la Academia Regală de Științe a Suediei și la Fundația "Nobel". Ei au realiat medaliile și i-au prezentat din nou lui Laue și lui Franck. 